# Ascochyta ducometii
Ascochyta ducometii är en svampart som beskrevs av Fourmont 1938. Ascochyta ducometii ingår i släktet Ascochyta, ordningen Pleosporales, klassen Dothideomycetes, divisionen sporsäcksvampar och riket svampar.   Inga underarter finns listade i Catalogue of Life.